# Ioánnis Pandazídis
Ioánnis Pandazídis (en grec moderne : Ιωάννης Πανταζίδης) est né en 1827 à Krouchevo, dans l'actuelle Macédoine du Nord, et mort en 1900 à Athènes, en Grèce. C'est un philologue et un pédagogue grec, notamment connu pour avoir écrit un dictionnaire homérique.

## Biographie
Né en Macédoine ottomane, Ioánnis Pandazídis effectue des études de philologie classique avant de devenir enseignant dans sa région d'origine. Ayant obtenu une bourse de la communauté de Serrès, il part étudier en Allemagne et s'installe finalement à Athènes. D'abord professeur de lycée, il obtient ensuite un poste à l'Université, avant de devenir directeur de la Bibliothèque nationale (jusqu'en 1875) et consultant pour la Société archéologique d'Athènes.